# خوسيه لويس مارتينيز بازان
خوسيه لويس مارتينيز بازان (بالإسبانية: José Luis Martínez Bazán)‏ (11 فبراير 1942 - 21 يوليو 2015) هوَ حكم كرة قدم أوروغواياني. ومِنَ المعروف أنَّه حكم مُباراة واحدة في كأس العالم 1986 في المكسيك وحَكمَ أيضًا كأس الإنتركونتيننتال 1986.
تُوفي في 21 يوليو 2015 عن عمرٍ ناهزَ 73 عامًا.

## وصلات خارجية
- خوسيه لويس مارتينيز بازان على موقع Soccerway.com (الإنجليزية)